# Niala
Niala (Tragelaphus) – rodzaj ssaków z podrodziny bawołów (Bovinae) w obrębie rodziny wołowatych (Bovidae).

## Rozmieszczenie geograficzne
Rodzaj obejmuje gatunki występujące w Afryce.

## Morfologia
Długość ciała 114–340 cm, długość ogona 19–90 cm, wysokość w kłębie 61–183 cm; długość rogów 23–123 cm; masa ciała samic 24–600 kg, samców 32–950 kg.

## Systematyka
Rodzaj (w randze podrodzaju w obrębie Cerophorus) zdefiniował w 1816 roku francuski zoolog i anatom Henri Marie Ducrotay de Blainville w artykule poświęconym kilku gatunkom przeżuwaczy opublikowanym na łamach Bulletin de la Société philomathique de Paris. De Blainville wymienił trzy gatunki – Antilope scripta Pallas, 1766, Antilope sylvatica Sparrman, 1780 i Antilope strepsiceros Pallas, 1766 – nie wskazując gatunku typowego; w ramach późniejszego oznaczenia w 1900 roku angielscy zoolodzy Philip Lutley Sclater i Oldfield Thomas na typ nomenklatoryczny wyznaczyli Antilope sylvatica Sparrman, 1780.

### Etymologia
- Tragelaphus: gr. τραγελαφος tragelaphos ‘kozło-jeleń’, od τραγος tragos ‘kozioł’; ελαφος elaphos ‘jeleń’[28].
- Oreas (Orias): gr. ορειας oreias, ορειαδος oreiados ‘mieszkanka gór, nimfa górska’[29]. Gatunek typowy (absolutna tautonimia): Antilope oreas Pallas, 1777 (= Antilope oryx Pallas, 1766).
- Strepsiceros (Strepriceros, Strepticeros): gr. στρεψικερως strepsikerōs, στρεψικερωτος strepsikerōtos ‘krętoroga antylopa’, od στρεψις strepsis ‘obrót’, od στρεφω strephō ‘obrócić‘; κερας keras, κερατος keratos ‘róg’[30]. Gatunek typowy (oznaczenie monotypowe): Antilope strepsiceros Pallas, 1766.
- Calliope: gr. καλλος kallos ‘piękno’, od καλος kalos ‘piękny’; ωψ ōps, ωπος ōpos ‘wygląd, oblicze’[31]. Gatunek typowy (oryginalne oznaczenie): Antilope strepsiceros Pallas, 1766.
- Euryceros: gr. ευρυκερως eurukerōs ‘z rozłożystymi rogami’, od ευ eu ‘dobry’; κερας keras, κερατος keratos ‘róg’[32]. Gatunek typowy (absolutna tautonimia): Antilope eurycerus W. Ogilby, 1837.
- Taurotragus: gr. ταυρος tauros ‘byk’; τραγος tragos ‘kozioł’[33]. Gatunek typowy: Wagner wymienił trzy gatunki – Antilope depressicornis C.H. Smith, 1827 (= 	Antilope depressicornis C.H. Smith, 1827), Boselaphus derbianus J.E. Gray, 1847 i Antilope oreas Pallas, 1777 (= Antilope oryx Pallas, 1766) – z których typem nomenklatorycznym jest (późniejsze oznaczenie) Antilope oreas Pallas, 1777 (= Antilope oryx Pallas, 1766).
- Hydrotragus: gr. ὑδρο- hudro- ‘wodny-’, od ὑδωρ hudōr, ὑδατος hudatos ‘woda’; τραγος tragos ‘kozioł’[34]. Gatunek typowy (oznaczenie monotypowe): Tragelaphus spekii Speke, 1863.
- Doratoceros: gr. δορυ doru, δορατος doratos ‘włócznia’; κερας keras, κερατος keratos ‘róg’[35]. Gatunek typowy (oznaczenie monotypowe): Antilope triangularis A. Günther, 1889 (= Antilope oryx Pallas, 1766).
- Limnotragus: gr. λιμνη limnē ‘bagno’; τραγος tragos ‘kozioł’[36].
- Boocercus (Boocerus): gr. βους bous, βοος boos ‘byk, wół’; κερκος kerkos ‘ogon’[37].
- Strepsicerastes: gr. στρεψις strepsis ‘obrót’, od στρεφω strephō ‘obrócić’[38]; κεραστης kerastēs ‘rogaty’, od κερας keras, κερατος keratos ‘róg’[39]. Gatunek typowy (oznaczenie monotypowe): Strepsiceros imberbis E. Blyth, 1869.
- Strepsicerella: rodzaj Strepsiceros C.H. Smith, 1827; łac. przyrostek zdrabniający -ella[40]. Gatunek typowy (oryginalne oznaczenie): Strepsiceros imberbis E. Blyth, 1869.
- Ammelaphus: gr. αμμα amma,  αμματος ammatos ‘węzeł’[41]; ελαφος elaphos ‘jeleń’[42]. Gatunek typowy (oryginalne oznaczenie): Strepticeros imberbis E. Blyth, 1869.
- Nyala: nazwa nyala oznaczająca w języku tsonga nialę grzywiastą, prawdopodobnie od nazwy dzì-nyálà oznaczającej w bantu kozła niali[43]. Gatunek typowy (oryginalne oznaczenie): Tragelaphus angasii Angas, 1849.

### Podział systematyczny
W niektórych ujęciach systematycznych poszczególne podrodzaje są traktowane jako odrębne rodzaje (Nyala z gatunkiem N. angasii; Tragelaphus z gatunkami T. scriptus, T. phaleratus, T. bor, T. decula, T. meneliki, T. fasciatus, T. ornatus, T. sylvaticus, T. spekii, T. sylvestris, T. larkenii, T. gratus, T. selousi, T. eurycerus i T. buxtoni; Ammelaphus z gatunkami A. imberbis i A. australis; Strepsiceros z gatunkami S. strepsiceros, S. zambesiensis, S. chora i S. cottoni; oraz Taurotragus z gatunkami T. oryx i T. derbianus); tutaj klasyfikacja z podziałem na podrodzaje za Mammals Diversity Database i All the Mammals of the Worlds (2023) z następującymi występującymi współcześnie gatunkami: 
| Podrodzaj    | Grafika | Gatunek                  | Autor i rok opisu | Nazwa zwyczajowa      | Podgatunki         | Rozmieszczenie geograficzne | Podstawowe wymiary                            | Status IUCN |
| ------------ | ------- | ------------------------ | ----------------- | --------------------- | ------------------ | --- | --------------------------------------------- | ----------- |
| Nyala        |         | Tragelaphus angasii      | Angas, 1849       | niala grzywiasta      | gatunek monotypowy | południowe Malawi, Mozambik, północne i południowe Zimbabwe, wschodnia Południowa Afryka i Eswatini (reintrodukcja); introdukowany na rancza w Namibii i Południowej Afryki, skąd uciekły do wschodniej Botswany | DC: 132–198 cm DO: 24–47 cm MC: 55–126 kg     | LC          |
| Tragelaphus  |         | Tragelaphus scriptus     | (Pallas, 1766)    | buszbok subsaharyjski | 4 podgatunki       | skrajnie południowa Mauretania, południowy Senegal i południowe Mali na wschód do Etiopii, na południe do skrajnie południowo-zachodniej Demokratycznej Republice Konga (na północ od rzeki Kongo) oraz zachodnia Uganda i Rwanda; zakres wysokości: 0–4000 m n.p.m.                                                                     | DC: 114–165 cm DO: 19–30 cm MC: 24–115 kg     | LC          |
| Tragelaphus  |         | Tragelaphus sylvaticus   | (Sparrman, 1780)  |                       | 4 podgatunki       | od środkowej Etiopii i Somalii, na południe przez wschodnią Afrykę do południowej Demokratycznej Republiki Konga, Angola (z wyjątkiem południowo-zachodniej części), północno-wschodnia Namibia (Pas Caprivi), Botswana oraz wschodnia i południowa Południowa Afryka                                                                    | DC: 114–145 cm DO: 19–24 cm MC: 24–80 kg      | NE          |
| Tragelaphus  |         | Tragelaphus spekii       | Speke, 1863       | sitatunga sawannowa   | 5 podgatunków      | rzadkie i miejscowe w zachodniej Afryce (Senegal, Gambia, Gwinea Bissau i Gwinea), rozpowszechnione od południowej Ghany i Beninu przez Kotlinę Konga na wschód do Kenii, na południe do Angoli i Botswany (Okawango) | DC: 115–170 cm DO: 20–43 cm MC: 50–125 kg     | LC          |
| Tragelaphus  |         | Tragelaphus eurycerus    | (W. Ogilby, 1837) | bongo leśne           | gatunek monotypowy | nizinny pas lasów deszczowych w zachodniej (Gwinea i Senegal na wschód do Beninu) i środkowej Afryce (Kotlina Konga w Kamerunie, Gabonie, Kongo, Demokratycznej Republice Konga, Republice Środkowoafrykańskiej i południowo-zachodnim Sudanie Południowym), góry w środkowe Kenii; zakres wysokości: do 3000 m n.p.m.                   | DC: 220–235 cm DO: 46–65 cm MC: 210–405 kg    | NT          |
| Tragelaphus  |         | Tragelaphus buxtoni      | (Lydekker, 1910)  | niala górska          | gatunek monotypowy | endemit Etiopii: ograniczony do 5 izolowanych obszarów w górach Bale i Arsi, na południowy i południowy wschód od Wielkich Rowów Afrykańskich; zakres wysokości: 1600–4300 m n.p.m. | DC: 190–200 cm DO: 20–25 cm MC: 150–320 kg    | EN          |
| Ammelaphus   |         | Tragelaphus imberbis     | (E. Blyth, 1869)  | kudu małe             | 2 podgatunki       | niziny środkowej i południowej Etiopii, Somalii, skrajnie południowo-wschodniego Sudanu, skrajnie północno-wschodniej Ugandy, północnej, środkowej i południowej Kenii oraz wschodniej Tanzanii | DC: 140–178 cm DO: 28–46 cm MC: brak danych   | NT          |
| Strepsiceros |         | Tragelaphus strepsiceros | (Pallas, 1766)    | kudu wielkie          | 4 podgatunki       | od południowo-wschodniego Czadu, zachodniego Sudanu i północnej Republiki Środkowoafrykańskiej, na wschód do Morza Czerwonego, na południe przez wschodnią Afrykę do środkowej Angoli i Południowej Afryki (Prowincja Przylądkowa Wschodnia); zakres wysokości: 0–2400 m n.p.m.                                                          | DC: 193–248 cm DO: 32–75 cm MC: brak danych   | LC          |
| Taurotragus  |         | Tragelaphus oryx         | (Pallas, 1766)    | eland zwyczajny       | 3 podgatunki       | wschodnia i południowa Afryka od południowo-wschodniego Sudanu Południowego, południowo-zachodniej Etiopii, Ugandy, Rwandy, Kenii i południowej Somalii na południe przez Tanzanię, południową Demokratyczną Republikę Konga i Angolę do Południowej Afryki; zakres wysokości: do 4600 m n.p.m.                                          | DC: 200–340 cm DO: 54–75 cm MC: 390–942 kg    | LC          |
| Taurotragus  |         | Tragelaphus derbianus    | (J.E. Gray, 1847) | oreas wielki          | gatunek monotypowy | rozłączne populacje na 3 obszarach: południowo-wschodni Senegal, północna Gwinea, południowo-zachodnie Mali (być może Gwinea Bissau); północny Kamerun, południowo-zachodni Czad (być może Nigeria); Republika Środkowoafrykańska, południowo-wschodni Czad, zachodni Sudan Południowy (być może Demokratyczna Republika Konga i Uganda) | DC: 220–290 cm DO: około 90 cm MC: 440–950 kg | VU          |

Kategorie IUCN:  LC  – gatunek najmniejszej troski,  NT  – gatunek bliski zagrożenia,  VU  – gatunek narażony,  EN  – gatunek zagrożony;  NE  – gatunki niepoddane jeszcze ocenie.
Opisano również gatunki wymarłe:
- miocen
  - Tragelaphus moroitu Haile-Selassie, Vrba & Bibi, 2009[46]
- pliocen
  - Tragelaphus gaudryi (P. Thomas, 1884)[47]
  - Tragelaphus kyaloae J.M. Harris, 1991[48]
  - Tragelaphus lockwoodi Reed & Bibi, 2011[49]
  - Tragelaphus nkondoensis Geraads & H. Thomas, 1994[50]
  - Tragelaphus pricei (Wells & Cooke, 1956)[51]
  - Tragelaphus saraitu Geraads, Melillo & Haile-Selassie, 2009[52]
- pliocen–plejstocen
  - Tragelaphus rastafari Bibi, 2011[53]
- plejstocen
  - Tragelaphus algericus Geraads, 1981[54]
  - Tragelaphus arkelli Leakey, 1965[55]
  - Tragelaphus maroccanus (Arambourg, 1939)[56]
  - Tragelaphus nakuae Arambourg, 1941[57]